# Тыла-Йоль (посёлок железнодорожной станции)
Тыла-Йоль — опустевшая железнодорожная станция в Ленском районе Архангельской области. Входит в состав Урдомского городского поселения.

## География
Находится в юго-восточной части Архангельской области на расстоянии приблизительно 7 км на северо-восток по прямой от административного центра поселения поселка Урдома у железнодорожной линии Котлас-Воркута.

## История
Населенный пункт вырос при разъезде, открытом в 1940 году. Позднее разъезд был преобразован в станцию. Около станции в 1959 году началось строительство поселка и базы для леспромхоза «Восточный» Главлесхоззаг УССР. В 1967 года леспромхоз преобразовали в лесопункт Шиесского леспромхоза. В 1971 году передан в состав Верхнелупьинского леспромхоза, закрыт в 1974 году. Здесь было отмечено 13 хозяйств (1974 год), 13 (1985), 2 (1996). С 2000 года жилых домов нет.

## Население
Численность населения: 24 человека (1974 год), 24 (1985), 3 (1996), 0 как в 2002 году, так и в 2010.